# Noto International Women's Open
Il Noto International Women's Open è un torneo professionistico di tennis giocato su campi in erba. Fa parte dell'ITF Women's Circuit. Si gioca annualmente a Noto in Giappone.

## Albo d'oro

### Singolare
| Anno | Campionessa     | Finalista   | Punteggio     |
| ---- | --------------- | ----------- | ------------- |
| 2011 | Tamaryn Hendler | Misa Eguchi | 7–6(7–4), 6–1 |
| 2012 | Kazusa Ito      | Misa Eguchi | 6–2, 6–4      |
| 2013 | Doroteja Erić   | Eri Hozumi  | 6–0, 6–3      |

### Doppio
| Anno | Campionesse                          | Finaliste                  | Punteggio              |
| ---- | ------------------------------------ | -------------------------- | ---------------------- |
| 2011 | Kanae Hisami Varatchaya Wongteanchai | Natsumi Hamamura Ayumi Oka | 1–6, 7–6(7–4), [14–12] |
| 2012 | Kumiko Iijima Akiko Yonemura         | Miki Miyamura Mari Tanaka  | 6–1, 4–6, [10–5]       |
| 2013 | Eri Hozumi Makoto Ninomiya           | Kazusa Ito Yuka Mori       | 6–4, 6–4               |